# Максименко Олександр Григорович
Олександр Григорович Макси́менко (18 листопада 1916, Вільхуватка — 15 березня 2011, Київ) — український живописець і педагог; член Спілки радянських художників України з 1947 року. Лауреат Сталінської премії III ступеня за 1948 рік. Заслужений художник УРСР з 1972 року. Батько художниці Галини Максименко.

## Біографія
Народився 5 [18] листопада 1916 року у селі Вільхуватці (нині Полтавський район Полтавської області, Україна). У 1933—1938 роках навчався в Дніпропетровському художньому училищі, де його педагогами були Юрій Бондар, Михайло Панін. У 1938—1941 роках продовжив навчання у Київському художньому інституті в Олексія Шовкуненка, Костянтина Єлеви, Сергія Єржиковського, Олександра Фоміна, Михайла Шаронова та у 1941—1943 роках — на українському відділенні Московського художнього інституту в Самарканді та Загорську, де був учнем Ігоря Грабаря, Сергія Герасимова.
Брав участь у німецько-радянській війні, як військовий художник 1-го Українського фронту. Під час війни створив галерею портретів офіцерів Червоної армії, замальовки сцен солдатського життя, місць бойових дій. 1947 року закінчив Київський художній інститут. Дипломна робота — картина «Господарі землі».
Член ВКП(б) з 1948 року. Протягом 1949—1951 років викладав композицію на графічному факультеті Київського художнього інституту, після чого перебував на творчій роботі. Мешкав у Києві у будинку на вулиці Філатова, № 10а, квартира № 23 та у будинку на вулиці Лариси Руденко, № 9, квартира № 21. Помер 15 березня 2011 року. Похований у колумбарії Байкового кладовища.

## Творчість
Працював у галузі станкового живопису, у реалістичному стилі створював натюрморти, пейзажі, портрети, жанрові картини. Серед робіт:
- «Базар біля мечеті Бібі-Ханим» (1943);
- «Самарканд» (1943);
- «Загорськ. Лавра» (1944);
- «Господарі землі» (1947, Національний художній музей України; варіант — 1951, Харківський художній музей[1]);
- «Під осінь» (1948, Полтавський художній музей);
- «Новатори колгоспних ланів» (1950);
- «Земля. Рілля» (1952, Дніпровський художній музей);
- «Колгоспне поле» (1956, Донецький художній музей);
- «Венеція. Канал» (1956);
- «Колгоспний сторож» (1957);
- «Вода прийшла» (1957, Луганський художній музей; варіант — 1959);
- «Перед сівбою» (1960);
- «На полі» (1961);
- «Седнів. Хата, в якій перебував Тарас Шевченко» (1961);
- «Кобзар Петро Тищенко» (1961);
- «Натюрморт із лимоном» (1961);
- «Доярка Люба» (1962);
- «Думи хлібороба» (1963, Сумський художній музей);
- «Спогади. Тарас Шевченко в Літньому саду» (1964);
- «Перші кроки» (1964—1965);
- «Хліборобка» (1965);
- «Колгоспниця» (1966);
- «Золота осінь» (1968);
- «Зміна» (1968);
- «Седнівський краєвид» (1969);
- «Мати» (1969);
- «У вільну хвилину» (1969—1970);
- «Журавлі летять» (1970);
- «Батьківська журба» (1971);
- «Про хліб» (1972);
- «Полудень» (1973);
- «Троянда» (1973);
- «Зелені овочі» (1973);
- «Колгоспний ярмарок» (1974);
- «Річка Сула» (1975);
- «Вечір. Шефи» (1976);
- «Полтавські колгоспниці» (1976);
- «Дніпрові далі» (1976);
- «Осінній натюрморт» (1976);
- «Хліб, цибуля і яйця» (1976);
- «Так починалося» (1977);
- «Седнів. Садиба Лизогуба» (1978);
- «Яблуня» (1978);
- «Восени» (1978);
- «Седнів. Ранкові тумани» (1978);
- «До нового життя» (1978);
- «Рання весна» (1980);
- «Під вечір» (1980);
- «На Січ» (1982);
- «Журавлі летять» (1984);
- «Матері» (1987);
- «Тарас Шевченко на Чернечій горі» (1990—1994);
- «Портрет ветерана війни А. П. Нагорного» (1991);
- «Кабаки» (1993);
- «Тарас Шевченко в Полтаві» (1994—1995);
- «Льон» (2009);
- «Базарчик» (2010);

серії
- «Пейзажі» (2000-ті);
- «Натюрморти» (2000-ті).

Крім згаданих музеїв, роботи художника зберігаються у Московському історичному музеї, Національному музеї історії України у Києві, Дніпровському історичному музеї, Чернігівському художньому музеї, Музеї історії міста Києва.
Брав участь у республіканських та всесоюзних виставках з 1947 року, зарубіжних — з 1949 року. Персональні виставки відбулися у Києві у 1950-х, 1982, 1996, 2006 роках.

## Зауваги
1. ↑  За картину «Господарі землі».
2. ↑  За цією картиною композитор Володимир Нахабін написав симфонію «Ранок нашої Батьківщини».